# Tianlian
Tianlian (en chinois Lien céleste) est une famille de satellites de télécommunications de la république populaire de Chine. Ces satellites, placés en orbite géostationnaire assurent le relais entre les vaisseaux spatiaux en orbite basse et les stations terrestres. Ils sont plus particulièrement conçus pour assurer les liaisons voix et données entre  le sol et les véhicules spatiaux placés en orbite pour le programme spatial habité de la Chine.
Les deux premiers satellites lancés le 25 avril 2008 et le 11 juillet 2011  permettent d'assurer une couverture de 85 %. Trois autres satellites sont lancés respectivement en 2012, 2016 et 2021, et le quatrième est lancé le 22 novembre 2016. Une deuxième génération utilisant une plateforme plus moderne est déployée à compter de 2019.

## Contexte
Lorsqu'un vaisseau est en orbite basse, du fait de l'attitude et donc de la proximité de l'horizon, le contact avec une station terrestre ne peut être que très bref. Il est nécessaire de disposer d'un très grand nombre de stations terrestres pour assurer une couverture continue ce qui est d'une part couteux et en pratique irréalisable au-dessus des océans les plus importants. Le besoin d'une liaison radio continue est particulièrement important pour les missions spatiales habitées. Aussi les nations, qui ont un tel programme, ont déployé un réseau de satellites de télécommunications spécialisés situés en orbite géostationnaire qui assurent en permanence la liaison entre les vaisseaux et le sol : l'émission radio est émise par le vaisseau en direction du satellite géostationnaire qui la renvoie au sol (et inversement). Trois satellites de ce type suffisent à assurer une couverture de 100 % (hors régions polaires). La NASA a déployé la famille de satellites TDRSS, l'Union Soviétique redéploie ses satellites Loutch et l'Europe malgré des besoins plus limités place en orbite des charges utiles EDRS. La Chine a commencé à déployer les satellites Tianlian en 2008 pour répondre aux besoins croissants de son propre programme spatial habité.

## Caractéristiques techniques

### Première génération
Les satellites Tianlian de première génération TL-1  utilisent la plateforme DFH-3 mis au point en 1994 et utilisée par plusieurs dizaines de satellites de télécommunications chinois de capacité moyenne. Ces satellites sont construits par la société aérospatiale CAST de Shanghai. Elle devrait être remplacée par une deuxième génération utilisant une plateforme DFH4 de plus grande capacité et longévité,.
Le satellite Tianlian de série TL-1 a une masse de 2,1 tonnes. La plateforme a la forme d'un hexahèdre de  2,2 x 1,7 x 2 m. Il est stabilisé 3 axes et ses panneaux solaires fournissent 1700 watts. Sa durée de vie est au minimum de 8 ans.  Sa charge utile couvre un grand nombre de type de prestations : télécommunications fixes, internationales, liaisons inter régionales, communications à bande larges, communications entre mobiles, communications militaires sécurisées et relais entre satellites et stations au sol (notamment pour le programme spatial habité chinois),. 

### Deuxième génération
La deuxième génération des satellites Tianlan, dont le déploiement a débuté en 2019, utilise une plateforme DF-4 qui augmente sensiblement les capacités de communication. D'une masse de 3,2 tonnes, le satellite a une durée de vie de 15  ans. Ses panneaux solaires fournissant 10,5 kW permettent d'augmenter ses capacités de communication. Les liaisons se font en bande C, Ku, La et L. La précision de la position orbitale est  améliorée (0,05°) ainsi que la précision de pointage (0,1°),.

## Rôle dans le programme spatial habité
Les satellites du programme Tianlian jouent un rôle central dans le programme spatial habité de la Chine en permettant une liaison continue entre les vaisseaux et les stations spatiales d'une part et les stations au sol d'autre part. La réalisation d'une liaison continue avec uniquement des stations au sol nécessiterait de disposer d'un réseau très dense de stations en mer et sur Terre compte tenu de la visibilité réduite de chaque station (10 minutes de liaison continue par station).

## Déploiement
mise à jour le 4 mars 2023
Cinq exemplaires de la première génération de ces satellites ont été déployés en orbite respectivement en 2009, 2011, 2012, 2016 et 2021 et sont opérationnels à cette date. Ils ont tous été placés en orbite géostationnaire par une fusée  Longue Marche 3C tirée depuis la base de lancement de Xichang.  Trois exemplaires de la deuxième génération des Tialan ont été placés en orbite en 2019, 2021 et 2022 (situation à février 2023).
| Désignation | Date lancement | Type | Masse  | Bus   | Charge utile | Lanceur               | Site lancement | Identifiant COSPAR | Statut                                         |
| ----------- | -------------- | ---- | ------ | ----- | ------------ | --------------------- | -------------- | ------------------ | ---------------------------------------------- |
| TL-1A       | 25/04/2008     | TL-1 | 2,1 t. | DFH-3 |              | Longue Marche 3C      | Xichang        | 2008-019A          | Opérationnel, situé à la longitude 77° Est     |
| TL-1B       | 11/07/2011     | TL-1 | 2,1 t. | DFH-3 |              | Longue Marche 3C      | Xichang        | 2008-019A          | Opérationnel, situé à la longitude 176.77° Est |
| TL-1C       | 28/06/2012     | TL-1 | 2,1 t. | DFH-3 |              | Longue Marche 3C      | Xichang        | 2012-040A          | Opérationnel, situé à la longitude 20,3° Est   |
| TL-1D       | 22/11/2016     | TL-1 | 2,1 t. | DFH-3 |              | Longue Marche 3C / G2 | Xichang        | 2016-072A          |                                                |
| TL-1E       | 6/7/2021       | TL-1 | 2,1 t  | DFH-3 |              | Longue Marche 3C / G2 | Xichang        | 2021-063A          |                                                |
| TL-2A       | 31/3/2019      | TL-2 | > 3 t  | DFH-4 |              | Longue Marche 3B / G3 | Xichang        | 2019-017A          |                                                |
| TL-2B       | 13/12/2021     | TL-2 | > 3 t  | DFH-4 |              | Longue Marche 3B / G3 | Xichang        | 2021-124A          |                                                |
| TL-2C       | 12/7/2022      | TL-2 | > 3 t  | DFH-4 |              | Longue Marche 3B / G3 | Xichang        | 2022-078A          |                                                |